# Eriophorum angustifolium
Eriophorum angustifolium é uma espécie de planta com flor pertencente à família Cyperaceae. 
A autoridade científica da espécie é Honck., tendo sido publicada em Vollständiges Systematisches Verzeichniss Aller Gewächse Teutschlandes 1: 153. 1782.

## Portugal
Trata-se de uma espécie presente no território português, nomeadamente em Portugal Continental. É mais comum dentro deste território nas zonas norte e centro. Normalmente cresce na Serra da Estrela.
Em termos de naturalidade é nativa da região atrás referida.

## Protecção
Não se encontra protegida por legislação portuguesa ou da Comunidade Europeia.